# Bella e rovinata
Bella e rovinata è un singolo del cantautore italiano Irama, pubblicato il 19 ottobre 2018 come unico estratto dal terzo album in studio Giovani.

## Video musicale
Il video è stato pubblicato il 30 ottobre 2018 sul canale YouTube del cantante.

## Tracce
Testi di Davide Epicoco, Filippo Maria Fanti, musiche di Andrea Debernardi, Giulio Nenna.
1. Bella e rovinata – 3:21

## Classifiche
| Classifica (2018) | Posizione massima |
| ----------------- | ----------------- |
| Italia            | 21                |